# 1844-es busz
Az 1844-es jelzésű autóbusz országos autóbuszjárat volt Tatabánya és Keszthely között, melyet a Volánbusz Zrt. látott el.

## Közlekedése
A járat Tatabányát és Keszthelyt kötötte össze. Menetideje 4 óra 13 perc, útvonalának hossza 180,4 km volt.
Nyári tanítási szünetben munkanapokon, valamint május 1-től szeptember 30-ig szabad- és munkaszüneti napokon egy járatpár szállította az utasokat. A 2023 szeptember 1-jei menetrend módosításokkal a Volánbusz Zrt. átszámozta az autóbuszvonalat 1846-osra.

## Megállóhelyei
| 0  | Tatabánya, autóbusz-állomás végállomás                | 47 | 1, 1G, 2, 5, 5P, 6, 8, 8S, 9, 9D, 10, 11, 15, 16, 26, 26R, 38, 38G, 50, 55, 57, 70 1702, 1758, 1784, 1824, 1840, 1841, 1842, 1843, 1845, 1848, 1850, 1851, 1852 770, 804, 814, 822, 823, 824, 8354, 8402, 8403, 8406, 8410, 8423, 8432, 8435, 8436, 8437, 8441, 8442, 8460, 8462, 8464, 8471, 8479 S10, G10, S12, gyorsított személyvonat, InterRégió, Arrabona InterCity, Tűztorony, Ikva, Lővér, Kékfrankos, Magnet Bank, Scarbantia, Soproni Közgáz, Savaria InterCity, Mura nemzetközi InterCity, Dráva nemzetközi InterCity, Railjet Xpress, Kálmán Imre EuroNight, Csárdás, Lehár, Liszt Ferenc és Semmelweis EuroCity, Advent EuroCity, Hortobágy EuroCity, Transilvania-Szamos EuroCity, Dacia-Corvin nemzetközi gyorsvonat |
| 1  | Tatabánya, kórház                                     | 46 | 1, 1G, 6, 8, 8S, 9, 11, 16, 38, 38G 1702, 1758, 1840, 1841, 1842, 1845, 1848, 1851, 1852 823, 8354, 8402, 8403, 8441, 8442, 8460, 8462, 8464 |
| 2  | Környe, faluközpont                                   | 45 | 1257, 1702, 1758, 1784, 1824, 1840, 1841, 1842, 1843, 1845, 1848, 1851, 1852 770, 823, 8354, 8403, 8441, 8442, 8460, 8462, 8464, 8587, 8594 |
| 3  | Oroszlány, posta                                      | 44 | 1T, 1Y 1257, 1702, 1758, 1784, 1842, 1843, 1845, 1852 770, 823, 8354, 8403, 8442, 8443, 8460, 8462, 8464, 8560, 8562, 8570, 8574, 8587 |
| 4  | Bokod, iskola                                         | 43 | 1257, 1702, 1758, 1784, 1842, 1843, 1845 770, 8354, 8464, 8560, 8562, 8570, 8574 |
| 5  | Pusztavám, bányatelepi elágazás                       | 42 | 1758, 1784, 1842, 1843, 1845 8354, 8355 |
| 6  | Mór, VÉRTES Áruház                                    | 41 | 1253, 1254, 1563, 1706, 1758, 1784, 1822, 1842, 1843, 1845 7021, 8001, 8096, 8097, 8354, 8355, 8360, 8365, 8370, 8373, 8381, 8624 |
| 7  | Bakonycsernye, Bercsényi utca                         | 40 | 1204, 1251, 1784, 1809 7303, 7410, 8093, 8370, 8373 |
| 8  | Szápár, bejárati út                                   | 39 | 1204, 1251, 1784, 1809 7303, 7308, 7410, 7412, 7413, 7501, 8373 |
| 9  | Csetény, orvos lakás                                  | 38 | 1204, 1251, 1784, 1809 7303, 7308, 7406, 7410, 7412, 7413, 7416, 8373 |
| 10 | Dudar, vásártér                                       | 37 | 1204, 1251, 1784, 1809 7033, 7034, 7301, 7303, 7304, 7305, 7308, 7405, 7406, 7410, 7412, 7413, 7416, 7437, 8373 |
| 11 | Nagyesztergár, óvoda                                  | 36 | 1204, 1251, 1784, 1809 7303, 7304, 7305, 7308, 7405, 7406, 7410, 7412, 7413, 7416, 7437, 8373 |
| 12 | Zirc, Rákóczi tér                                     | 35 | 1, 2, 3 1204, 1251, 1592, 1631, 1709, 1708, 1710, 1784, 1809 7033, 7300, 7301, 7302, 7303, 7304, 7305, 7306, 7307, 7308, 7400, 7405, 7406, 7410, 7412, 7413, 7416, 7418, 7420, 7426, 7437, 7922, 8373 |
| 13 | Veszprém, autóbusz-állomás                            | 34 | 1, 2, 3, 4A, 7, 7A, 10, 12, 12A, 13, 22, 23, 47 1189, 1212, 1215, 1216, 1229, 1510, 1513, 1529, 1564, 1592, 1593, 1625, 1631, 1658, 1708, 1709, 1710, 1720, 1722, 1731, 1732, 1735, 1736, 1740, 1742, 1758, 1784, 1806, 1808, 1823, 1853 5449, 7033, 7300, 7301, 7302, 7303, 7304, 7305, 7306, 7307, 7308, 7309, 7311, 7313, 7314, 7315, 7316, 7317, 7318, 7319, 7320, 7321, 7322, 7323, 7324, 7325, 7326, 7332, 7333, 7335, 7338, 7341, 7342, 7344, 7345, 7346, 7348, 7350, 7352, 7353, 7355, 7357, 7358, 7360, 7361, 7363, 7364, 7366, 7367, 7369, 7370, 7373, 7376, 7381, 7383, 7386, 7387, 7388, 7391, 7395, 7396, 7398 |
| 14 | Veszprém, kórház                                      | 33 | 7, 7A, 22 1189, 1529, 1631, 1658, 1710, 1720, 1735, 1740, 1758, 1806, 1808, 1853 7341, 7342, 7344, 7345, 7346, 7348, 7350, 7352, 7353, 7355, 7357, 7358 |
| 15 | Csopak, Csonkatorony 73-as út                         | 32 | 1189, 1529, 1631, 1658, 1710, 1720, 1735, 1740, 1758, 1806, 1808, 1853 7350, 7352, 7353, 7355, 7357, 7358, 7363 |
| 16 | Balatonfüred, Arács vasúti megállóhely                | 31 | 3, 4, 6, 7 1189, 1190, 1201, 1513, 1529, 1631, 1658, 1709, 1710, 1720, 1722, 1735, 1740, 1758, 1806, 1808, 1853 7338, 7344, 7345, 7348, 7350, 7352, 7355, 7357, 7358, 7363, 7653, 7654, 8082 személyvonat, Katica InterRégió, Vízipók InterRégió |
| 17 | Balatonfüred, Arany Csillag                           | 30 | 3, 4, 6, 7 1189, 1190, 1201, 1513, 1529, 1631, 1658, 1709, 1710, 1720, 1722, 1735, 1740, 1758, 1806, 1808, 1853 7338, 7344, 7345, 7348, 7350, 7352, 7355, 7357, 7358, 7363, 7653, 7654, 8082 |
| 18 | Balatonfüred, autóbusz-állomás                        | 29 | 1, 1B, 2, 2B, 3, 4, 5, 6, 7 1189, 1190, 1201, 1513, 1529, 1631, 1658, 1709, 1710, 1712, 1720, 1722, 1735, 1740, 1758, 1806, 1808, 1853 7338, 7344, 7345, 7346, 7348, 7350, 7352, 7353, 7355, 7357, 7358, 7363, 7364, 7671, 7673, 7674, 7675, 7676, 7682, 7683, 7686, 8082 személyvonat, sebesvonat, Csabai Tekergő sebesvonat, Szabolcsi Tekergő expresszvonat, Tekergő expresszvonat, Katica InterRégió, Vízipók InterRégió, Kék Hullám InterCity, Levendula Intercity |
| 19 | Aszófő, vasútállomás bejárati út                      | 28 | 1189, 1190, 1631, 1658, 1712, 1735, 1806, 1808 7357, 7671 személyvonat, sebesvonat, Kék Hullám InterCity |
| 20 | Örvényes, autóbusz-váróterem                          | 27 | 1189, 1190, 1631, 1658, 1712, 1735, 1806, 1808 7357, 7671 |
| 21 | Balatonudvari, autóbusz-váróterem                     | 26 | 1189, 1190, 1631, 1658, 1712, 1735, 1806, 1808 7357, 7671 |
| 22 | Balatonudvari, Fövenyes, bejárati út                  | 25 | 1189, 1190, 1631, 1658, 1712, 1735, 1806, 1808 7357, 7671 |
| 23 | Balatonakali, bejárati út                             | 24 | 1189, 1190, 1631, 1658, 1712, 1735, 1806, 1808 7357, 7671, 7682, 7706 |
| 24 | Zánka, Gyermekváros                                   | 23 | 1189, 1190, 1631, 1658, 1712, 1735, 1806, 1808 7357, 7367, 7671, 7706 |
| 25 | Zánka-Köveskál, vasútállomás bejárati út              | 22 | 1189, 1190, 1631, 1658, 1712, 1735, 1806, 1808 7357, 7367, 7369, 7671, 7706, 7744 személyvonat, sebesvonat, Csabai Tekergő sebesvonat, Kék Hullám InterCity, Levendula Intercity |
| 26 | Balatonszepezd, Viriusz telep                         | 21 | 1189, 1190, 1631, 1658, 1735, 1806, 1808 7357, 7671, 7744 |
| 27 | Balatonszepezd, vasúti megállóhely                    | 20 | 1189, 1190, 1631, 1658, 1735, 1806, 1808 7357, 7671, 7744 személyvonat, sebesvonat, Kék Hullám InterCity |
| 28 | Révfülöp, vasútállomás                                | 19 | 1189, 1190, 1631, 1658, 1717, 1735, 1806, 1808 7357, 7387, 7671, 7703, 7704, 7705, 7708, 7744, 7942 személyvonat, sebesvonat, Csabai Tekergő sebesvonat, Kék Hullám InterCity, Levendula Intercity |
| 29 | Balatonrendes, vasúti megállóhely                     | 18 | 1189, 1190, 1631, 1658, 1717, 1735, 1806, 1808 7357, 7387, 7708 személyvonat, sebesvonat, Kék Hullám InterCity |
| 30 | Ábrahámhegy, vasúti megállóhely                       | 17 | 1189, 1190, 1631, 1658, 1717, 1735, 1806, 1808 7357, 7387, 7707, 7708, 7709, 7746 személyvonat, sebesvonat, Kék Hullám InterCity |
| 31 | Badacsonytomaj, (Badacsonyörs), camping               | 16 | 1189, 1190, 1631, 1658, 1717, 1735, 1806, 1808 7357, 7387, 7707, 7708, 7709, 7746 |
| 32 | Badacsonytomaj, (Badacsonyörs), posta                 | 15 | 1189, 1190, 1631, 1658, 1717, 1735, 1806, 1808 7357, 7387, 7707, 7708, 7709, 7746 |
| 33 | Badacsonytomaj, vasútállomás bejárati út              | 14 | 1189, 1190, 1631, 1658, 1717, 1735, 1806, 1808 6364, 7707, 7708, 7709, 7746 személyvonat, sebesvonat, Csabai Tekergő sebesvonat, Kék Hullám InterCity, Levendula Intercity |
| 34 | Badacsony, vasúti megállóhely                         | 13 | 1189, 1190, 1579, 1631, 1658, 1717, 1735, 1806, 1808 6363, 6364, 7387, 7708, 7709, 7710, 7746, 7929 személyvonat, sebesvonat, Csabai Tekergő sebesvonat, Kék Hullám InterCity, Levendula InterCity |
| 35 | Badacsonylábdihegy, vasúti megállóhely bejárati út    | 12 | 1189, 1190, 1579, 1631, 1658, 1717, 1735, 1806, 1808 6363, 6364, 7387, 7708, 7710, 7746 személyvonat, sebesvonat, Kék Hullám InterCity |
| 36 | Badacsonytördemic-Szigliget, vasútállomás bejárati út | 11 | 1189, 1190, 1579, 1631, 1658, 1717, 1735, 1806, 1808 6364, 7387, 7708 személyvonat, sebesvonat, Kék Hullám InterCity, Levendula InterCity |
| 37 | Szigliget, bejárati út                                | 10 | 1189, 1190, 1579, 1631, 1658, 1735, 1806, 1808 6363, 6364, 7710, 7711 |
| 38 | Balatonederics, bejárati út                           | 9  | 1189, 1190, 1212, 1569, 1579, 1625, 1631, 1636, 1658, 1714, 1723, 1735, 1736, 1806, 1808 6218, 6361, 6363, 6364, 7357, 7721 |
| 39 | Balatongyörök, Becehegy                               | 8  | 1189, 1190, 1212, 1579, 1625, 1631, 1636, 1658, 1714, 1723, 1735, 1736, 1808 6218, 6361, 6363, 6364, 7357, 7721 |
| 40 | Balatongyörök, Szépkilátó                             | 7  | 1189, 1190, 1212, 1579, 1625, 1631, 1636, 1658, 1714, 1723, 1735, 1736, 1806, 1808 6361, 6363, 6364, 7357, 7721 |
| 41 | Balatongyörök, bejárati út                            | 6  | 1189, 1190, 1212, 1569, 1579, 1625, 1631, 1636, 1658, 1714, 1723, 1735, 1736, 1806, 1808 6218, 6360, 6361, 6363, 6364, 7357, 7721 |
| 42 | Vonyarcvashegy, vasútállomás bejárati út              | 5  | 1189, 1190, 1212, 1569, 1579, 1625, 1631, 1636, 1658, 1714, 1723, 1735, 1736, 1806, 1808 6218, 6360, 6361, 6363, 6364, 7357, 7721 személyvonat, Lesence sebesvonat, Tanúhegy sebesvonat, Helikon InterRégió |
| 43 | Gyenesdiás, takarékpénztár                            | 4  | 1189, 1190, 1212, 1569, 1579, 1625, 1631, 1636, 1658, 1714, 1723, 1735, 1736, 1806, 1808 6218, 6360, 6361, 6363, 6364, 6365, 7357, 7721 |
| 44 | Gyenesdiás, községháza                                | 3  | 1189, 1190, 1212, 1579, 1625, 1631, 1636, 1658, 1714, 1723, 1735, 1736, 1806, 1808 6218, 6360, 6361, 6363, 6364, 6365, 7357, 7721 |
| 45 | Keszthely, Vágóhíd utca                               | 2  | 1 1189, 1190, 1212, 1579, 1625, 1631, 1636, 1658, 1714, 1723, 1735, 1736, 1806, 1808 6218, 6360, 6361, 6363, 6364, 7357 |
| 46 | Keszthely, kórház                                     | 1  | 1 1189, 1190, 1212, 1569, 1579, 1625, 1631, 1636, 1658, 1714, 1723, 1735, 1736, 1806, 1808 6218, 6360, 6361, 6363, 6364, 7357, 7721 |
| 47 | Keszthely, autóbusz-állomás végállomás                | 0  | 1, 2, 3, 5, C5 1189, 1190, 1193, 1194, 1212, 1402, 1499, 1506, 1569, 1579, 1625, 1631, 1636, 1658, 1665, 1666, 1673, 1714, 1723, 1724, 1725, 1732, 1735, 1736, 1794, 1806, 1808, 1842 5974, 5976, 6103, 6162, 6192, 6216, 6218, 6230, 6231, 6237, 6306, 6307, 6308, 6310, 6316, 6350, 6355, 6360, 6361, 6363, 6364, 6370, 6373, 6375, 6384, 6386, 6387, 6390, 6391, 6395, 6396, 6398, 6415, 7357, 7721, 7722 S34, személyvonat, Fenyves sebesvonat, Lesence sebesvonat, Tanúhegy sebesvonat, Déli<-parti sebesvonat, Déli<-parti InterRégió, Déli->parti InterRégió, Helikon InterRégió, Balaton InterCity |